# Krizén
A krizén 4 kondenzált benzolgyűrűből álló policiklusos aromás szénhidrogén, képlete C18H12. Kőszénkátrányból izolálták és írták le először. Kreozotban is megtalálható 0,5-6 mg/kg mennyiségben.
A krizén név a görög Χρύσoς, arany szóból ered, mely a kristályok aranysárga színére utal, melyet az izolálásakor és leírásakor talált vegyület színének gondoltak. Azonban a nagy tisztaságú krizén színtelen, a nehezen elválasztható kevés tetracén miatt voltak a kristályok sárgák.

## Előfordulás
A krizén jelen van a dohányfüstben.

## Jellemzők
A krizén UV-fényben erősen fluoreszkál.

## Biztonság
Más PAH-khoz hasonlóan a krizén feltételezett humán karcinogén. Egyes bizonyítékok szerint laboratóriumi állatokban rákot okoz, de a krizén gyakran erősebb karcinogénekkel együtt van jelen. A krizén toxicitása nagyjából a benzo[a]pirénének 1%-a.

## Származékok
Krizénszármazékok például az ösztrogén tetrahidrokrizén és a 2,8-dihidroxihexahidrokrizén. A kísérleti rákgyógyszer krisznatol is krizénszármazék.

## Fordítás
Ez a szócikk részben vagy egészben  a   Chrysene című angol Wikipédia-szócikk ezen változatának fordításán alapul.  Az eredeti cikk szerkesztőit annak laptörténete sorolja fel. Ez a jelzés csupán a megfogalmazás eredetét és a szerzői jogokat jelzi, nem szolgál a cikkben szereplő információk forrásmegjelöléseként.